# Гюлпен-Виттем

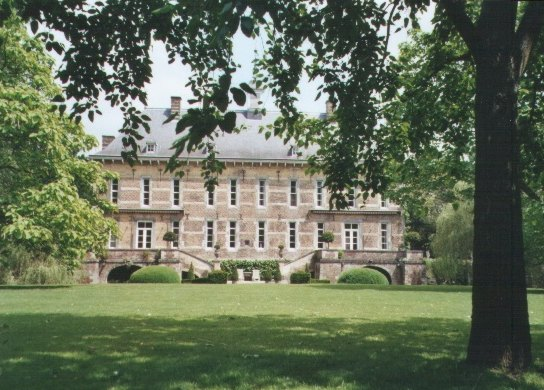
Замок Вейлре

Гюлпен-Виттем (нидерл. Gulpen-Wittem) — община в Нидерландах.

## География
Община Гюлпен-Виттем находится на юге самой южной нидерландской провинции Лимбург. Гюлпен-Виттем лежит у слияния текущих из Бельгии рек Гёль и Гюльп, на автостраде Ахен — Маастрихт (проходит через Гюлпен). Площадь общины равна 73,21 км². Численность населения составляет более 14.597 человек (на 2009 год). Плотность населения — 199 чел./км². Административный центр — город Гюлпен. Община была образована 1 января 1999 года путём слияния общин Гюлпен и Виттем. В состав входят такие местечки, как Eys, Epen, Gulpen, Mechelen, Nijswiller, Partij-Wittem, Reijmerstok, Slenaken, Wahlwiller, Wijlre и др. Местность представляет слегка холмистую, зелёную равнину, охотно посещаемую туристами-любителями пеших прогулок.
В Нидерландах пользуются известностью производимые в Гульпен-Виттеме марки пива Бранд (в Вийлре) и Гюльпен (в Гюлпен). Кроме этого, Гюльпен знаменит минеральными водами Mosaqua.

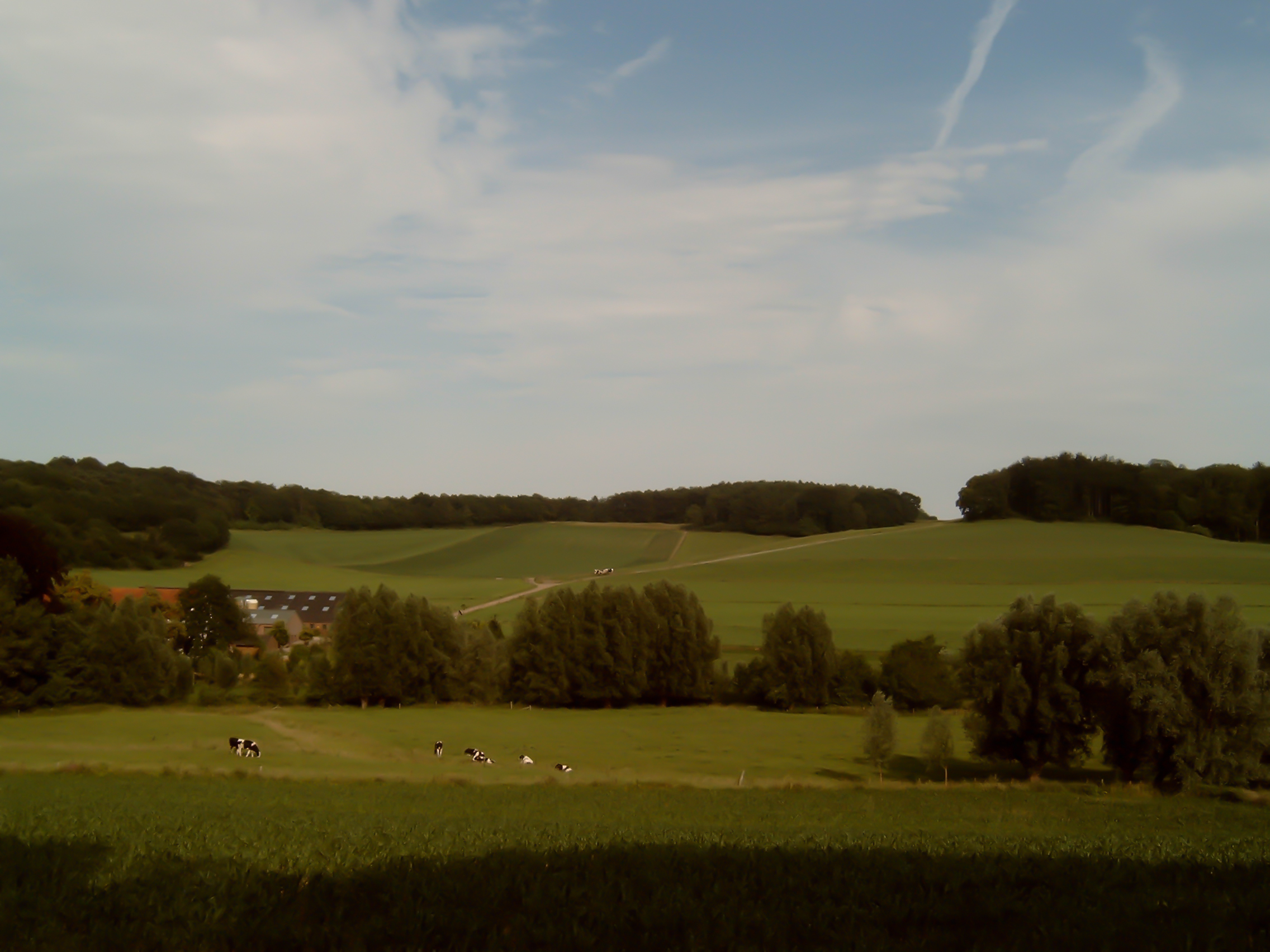
Между Сленакеном и Гюлпеном